# أبو يوسف الكايد
مصطفى يوسف الكايد جبارة ويلقب بأبي يوسف الكايد، ولد عام 1926 في مدينة يافا له خمس اشقاء وخمسة اخوة من والدته؛ والده كان من كبار ملاكى الاراضى في قلقيلية والمثلث عاش طفولته في مدينة يافا حتى عام 1948 ليغادر بعدها مع عائلته عائدا إلى مدينته قلقيلية في تلك الفترة بداء بتنظيم المقاومة ضد الاحتلال الإسرائيلي انطلاقا من قلقيلية نحو الداخل الفلسطينى المحتل.

## التصدي للعدوان
في عام 1956 كان في قلقيلية عندما تصدى وسعيد السبع ومحمود الاشوح والقوات المسلحة الأردنية للعدوان الذي قام به الجيش الاسرائيلى وكان على راس هذه القوات اريل شارون.

## تاسيس حركة فتح
في عام 1963 سافر إلى الكويت وكان إلى جانب المجموعة الأولى التي بادرت لتاسيس حركة فتح وفي عام 1965 نفذ مع أبو علي إياد اولى العمليات التي انطلقت داخل الخط الاخضر انطلاقا من قلقيلية بناء عليها قامت إسرائيل بتدمير ابار المياه في مدينة قلقيلية
في عام 1969 وقبل اتفاق القاهرة 1969 بداء بنقل الاسلحة إلى جنوب لبنان ولعبت علاقة القربى بينه وبين أبو علي إياد الذي كان يشرف قوات العاصفة والمقيم في دمشق وسعيد السبع المشرف على دائرة التنظيم الشعبى والمقيم في شمال لبنان والثلاثة من مدينة واحدة إضافة لوجود علاقة قربى في تنظيم العمل الفدائى وتهيئة الظروف للوصول إلى اتفاق القاهرة من خلال ادخل الاسلحة وتعبئة الشباب اللبنانى والفلسطينى داخل المخيمات لعب أبو يوسف في تلك الفترة دورا في دعم الحركة الوطنية المتمثلة بمعروف سعد الزعيم الوطنى اللبنانى.

## تاسيس القواعد العسكرية
بعد احداث ايلول 1970 انتقل بشكل رسمى إلى لبنان وانشاء أول قاعدة عسكرية بمنطقة الصرفند كما اسس قاعدة أخرى في منطقة جل البحر القريبة من مدينة صور إلى جانب قاعدة في منطقة العرقوب المحاذية للحدود اللبنانية الفلسطينية وقاعدة في منطقة البقاع لعبت هذه القواعد الدور الاساس في العديد من العمليات وبتاريخ 15 نوفمبر 1970 قامت إسرائيل بعملية انزال بحرى وقتل فيها عدد كبير من الجنود الاسرائليين واستشهد من عند أبو يوسف الكايد ثلاثة فدائيين واصيب في كتفه الايسر كما لعبت زوجته عفيفة دورا في هذه المعركة عندما كانت تقاتل إلى جانب زوجها بعد اصابته في هذه المعركة.

## الصدام مع ياسر عرفات
بعد استشهاد أبو علي إياد بدات جموع الفدائيين وخاصة من غادر الأردن والجولان بعد معارك جرش وعجلون بتجمع في القواعد العسكرية التابعة لابو يوسف الكايد كانت هذه القوات تتبع للقيادة العامة لقوات العاصفة أيام أبو علي إياد وفي شهر 10 من عام 1972 اصدر ياسر عرفات قرارا بوضع أبو يوسف الكايد والقوات التابعة له والتي كانت تحت اسم (302) بامرة عطالله عطالله (أبو الزعيم) الذي كان يقود قوات القسطل فرفض أبو يوسف القرار وتم اعتبار هذا الامر تمردا عندها ذهب ياسر عرفات إلى بلدة بكا في سفح جبل الشيخ من اجل متابعة انهاء تمرد أبو يوسف الكايد ومن معه وكان معه خليل الوزير ونمر صالح ومحمد غنيم أبو ماهر ثم التحق بهم أحمد إبراهيم عفانة أبو المعتصم وعطالله عطالله (أبو الزعيم) واستدعى ياسر عرفات سعيد مراغة (أبو موسى) كان الحوار مع أبو يوسف الكايد يتم عبر اللاسلكى يوم 10-10-1972 ويوم11-10-1972 أرسل ياسر عرفات سائقه ومحمد الكامل نائب أبو يوسف الكايد الذي دخل على خط الوساطة للمنزل الحج عقاب النصر والد الشهيد أبو علي إياد طالبا منه التدخل لدى أبو يوسف الكايد الذي اعتقل كلا من خليل الوزير (أبو جهاد) وفاروق القدومي (ابواللطف) كان ياسر عرفات يدرك ان الحج عقاب النصر والد أبو علي إياد هو مفتاح الحل نظرا لعلاقة القربى التي تربط أبو يوسف الكايد مع الحج عقاب النصر الذي توجه بسيارة ياسر عرفات إلى منطقة بكا للقاء أبو عمار من اجل البحث في الية الحل وتبعه الحاج نصر النصر بسيارة أخرى ومعه ابنه مدحت النصر في البداية وصل الحج نصر إلى قاعدة البقاع التي يتواجد بها أبو يوسف حتى تفاجأ بوجود خليل الوزير أبو جهاد وفاروق القدومي أبو اللطف مكبّلين على الأرض وقد اوثق ايديهم بالحبال كان أبو يوسف منفعلا يطلق السباب عليهم خاصة بعد ان سقط تسعة شهداء من عناصره المتواجدين معه في القاعدة نتيجة القصف المركز من قبل القوات التابعة لسعيد موسى مراغة أبو موسى في هذا الوقت كان الحج عقاب النصر مجتمعا مع ياسر عرفات عندما تحدث مع ابن شقيقته سعيد السبع طالبا منه التواصل مع سفير الجزائر في لبنان محمد يزيد الذي تربطه علاقة مع سعيد السبع أيام ما كان السبع ممثلا لمنظمة التحرير الفلسطينية في العاصمة الجزائرية في منصف 1965 كانت فكرة الحج عقاب النصر ان تتدخل الجزائر عبر سفيرها من اجل تقديم حل يرمى إلى استضافة الجزائر أبو يوسف الكايد والقوات التابعة له بعد هذه الاتصالات وصل الحج عقاب النصر برفقة السفير الجزائرى محمد يزيد إلى القاعدة التي يتواجد بها أبو يوسف الكايد الذي قال للحج عقاب النصر (ان ياسر عرفات عرف من اين يمسكنى يا حج) بداية طلب الحج عقاب من أبو يوسف ان يفرج عن فاروق القدومي أبو اللطف خليل الوزير أبو جهاد مع التعهد بخروجه برفقة قواته إلى الجزائر إضافة إلى اعتماد الشهداء التسعة الذين سقطوا في المعركة كشهداء للثورة الفلسطينية.

## كلمته الاخيرة
غادر أبو يوسف في اليوم التالى عبر مطار بيروت إلى الجزائر وعلى سلم الطائرة تقدم منه صحفى لياخذ منه حديث فقال له (للتاريخ اقول ان لياسر عرفات هدف وحيد هو القضاء على الثورة الفلسطينية وشطب القضية الفلسطينية) ثم غادر إلى الجزائر ومن هناك انتقال إلى بلغاريا للعلاج ثم عاد إلى دمشق واقام فيها عام 1975 وتوفى في الأردن في عام 2000.

## رواية العقيد سعيد موسى
يقول أبو موسى انه تم تقدير القوات التي سوف تهاجم القاعدة التي يتواجد فيها أبو يوسف الكايد بثلاثمائة مقاتل شاركت الكتيبة الأولى مشاة 100 مقاتل وكتيبة شهداء ايلول بقيادة عارف خطاب مئة مقاتل ومئة مقاتل من مواقع مختلفة تم حصار مواقع أبو يوسف لمدة ثلاثة أيام وكادت ان تنتهى الامور بسلام وفي اليوم الرابع ذهب أبو اللطف وأبو جهاد من اجل حل الاشكال بطريقة ودية.
اما اللواء كايد يوسف أبو نشات فيقول ان القوات التي شاركت في الهجوم على قاعدة أبو يوسف هي
الكتيبة الأولى في قوات اليرموك بقيادة أبو موسى وجزء من الكتيبة الثالثة بقيادة أبو خالد العملة وكتيبة شهداء ايلول بقيادة الرائد عارف خطاب ويضيف ان القوة الوحيدة التي لم تشارك كانت بقيادة الشهيد نعيم عبد الحميد وشاحى يوم 15-10-1972 تدخل سفير الجزائر محمد يزيد لحل الاشكال فتم الإفراج عن أبو اللطف وأبو جهاد وتم نقل أبو يوسف ومن معه إلى الجزائر بقي فيها فترة طويلة ويوم 30-10 -1972 اصدرت اللجنة المركزية قرارا بفصله.

## نص قرار ياسر عرفات
كتب ياسر عرفات نص القرار بيده بتاريخ 13-10-1972 (بناء على الممارسات الخاطئة والخطيرة التي مارسها أبو يوسف مصطفى الكايد وطبقا لقرار اللجنة المركزية بفصله من الحركة بسبب هذه الممارسات ونظرا لكونه قد تمادى في خطاياه وتصرفاته مما يشكل خطرا على الحركة والثورة وبما انه قد قام بايواء عناصر هاربة ومتمردة ووجه رسالة إلى القيادة يعلن فيها تشكيل قوات وهمية لا علم للقيادة بها واعلانه التمرد عليها ونظرا لكونه لم يستجب لكل الإجراءات السلمية التي استخدمتها معه القيادة لمنعه من الاسترسال في أعماله المنحرفة واصراره على الاستمرار في ذلك وبعد دراسة جميع النواحى والاخطار التي قد تترتب على تصرفاته وممارساته هذه والتي تهدد امن الحركة والثورة والمسيرة فان القيادة العامة لقوات العاصفة تقرر اتخاذ جميع الإجراءات اللازمة لانهاء حالة التمرد واستخدام كافة السبل لحماية الثورة من المؤامرات والمتامرين بما فيها استخدام القوة مع تكليف قوات العاصفة بهذا القرار).

## رواية العقيد عيسى عبد النبي
العقيد عيسى عبد النبى يقول في موضوع أبو يوسف
- 1- الهدف من إنهاء حالة أبو يوسف هو القضاء على نهج الثورة بقيادة أبو علي إياد وسعيد السبع وبعض المناضلين الآخرين.
- 2- كان مقر قيادة ومواقع أبو يوسف في البقاع في بلدة خربة روحا.
- 3- ما ذكره الشهيد كايد هو صحيح.
- 4- قواعد أبو يوسف على الساحل اللبناني كانت في بلدة الصرفند التي تعرضت لهجوم عنيف من قبل جيش العدو وقد تم التصدي له ببساله وإيقاع خسائر فادحة في صفوف العدو. والقاعدة الثانية كانت في مخيم الرشيدية، أما قاعدة جل البحر فأنا غير متأكد منها.
- 5- تعرضت مواقع أبو يوسف لحصار شديد مطبق وخانق لمدة أسبوع وحرموا من التموين.
- 6- أبو عمار استعمل الخبث والدهاء والقوة المفرطة ضد أبو يوسف، حيث ذهب إلى قرية بكا مقر قيادة كتيبة اليرموك الأولى بقيادة أبو موسى، وهناك تم إستدعاء عارف خطاب قائد كتيبة شهداء أيلول من بلدة حلوة، وكذلك تم إستدعاء أبو خالد العملة قائد كتيبة اليرموك الثالثة، وبعد أن أكل أبوعمار بعقولهم حلاوة وضحك عليهم وقدم لهم المغريات مثل عضوية المجلس الثوري والمجلس العسكري، تحمس الشباب وشنوا هجومهم بشراسة وكأنهم ما زالوا في الجيش.
- 7- تدخلت شخصيا عبر اللاسلكي من مقر قيادة القطاع الأوسط أثناء الهجوم وهددتهم بأن هناك طيران معادي كثيف في الجو يتجه أليكم، الحيطة والحذر والانتشار الفوري، علني أخفف حدة الهجوم ولم أكن في مستوى الوعي اليوم.
- 8- لقد استعمل ابوعمار أبو جهاد وأبو اللطف كبش فدى أو طعم لأبو يوسف وكان هدفه التخلص والقضاء عليهما بواسطة أبو يوسف.
- -9 الشهيد كمال عدوان تصدى لأبو عمار في جدال حاد جدا وصل الأمر إلى السباب والشتائم وقد تنطح أبوخالد العملة ضد كمال عدوان مدافعا عن أبوعمار (القائد) الذي لا يجوز لأحد التطاول عليه
- 10- لاحقا أي بعد اقل من سنه اغتيل الكمالين وأبو يوسف النجار
- 11- ابوموسى أصبح عند أبو عمار أمير الثورة وعينه فيما بعد نائب قائد قوات القسطل، وأبو خالد عينه نائب أمين سر المجلس الثوري، هذا هو الثمن.
- 12- أبوعمار شديد الدهاء والخبث استعمل كبير العائلة الحاج عقاب النصر والحاج نصر ليظهر أنه قائد مسالم ويهتم بالشأن العائلي والعشائري، وفي نفس الوقت ضرب بيد من حديد بواسطة قادة الكتائب واستطاع التخلص من هذا النهج
- 13- أبو يوسف كان رجل شجاع وبسيط في نفس الوقت أي شعبي ومناضل بما للكلمة من معنى تصدى لهذا الدهاء والخبث والمكر والخداع حسب استطاعته.